# Naqiuddin Eunos
Naqiuddin Eunos (* 12. Januar 1997 in Singapur) ist ein singapurischer Fußballspieler.

## Karriere

### Verein
Naqiuddin Eunos stand von 2018 bis 2019 bei den Young Lions unter Vertrag. Die Young Lions sind eine U23-Mannschaft, die 2002 gegründet wurde. In der Elf spielen U23-Nationalspieler und auch Perspektivspieler. Ihnen soll die Möglichkeit gegeben werden, Spielpraxis in der ersten Liga, der Singapore Premier League, zu sammeln. Für die Lions absolvierte er 24 Erstligaspiele. 2020 wechselte er zum Ligakonkurrenten Lion City Sailors. 2021 feierte er mit den Sailors die singapurische Meisterschaft. Im Februar 2022 gewann der mit den Sailors den Singapore Community Shield. Das Spiel gegen Albirex Niigata (Singapur) gewann man mit 2:1. Nach zwei Jahren wechselte er zu Beginn der Saison 2023 zum ebenfalls in der ersten Liga spielenden Tanjong Pagar United.

### Nationalmannschaft
Naqiuddin Eunos spielte 2019 zweimal in der singapurischen U22-Nationalmannschaft.

## Erfolge
Lion City Sailors
- Singapore Premier League: 2021
- Singapore Community Shield: 2022